# Elvira Nabiullinová
Elvira Sachipzadovna Nabiullinová (rusky Эльвира Сахипзадовна Набиуллина, tatarsky Эльвира Сәхипзадә кызы Нәбиуллина; * 29. října 1963 Ufa) je ruská ekonomka a politička, od června 2013 předsedkyně ruské centrální banky. Časopis Forbes ji v roce 2021 zařadil na 60. místo seznamu nejmocnějších žen světa.

## Osobní život
Narodila se roku 1963 v Ufě, tehdejší metropoli Baškirské autonomní sovětské socialistické republiky. Otec Sachipzada Saitzadajevič pracoval jako řidič, matka Zulejcha Chamatnurovna byla operátorkou v přístrojařské provozovně.
Během vysokoškolských studií se vdala za vedoucího katedry historie národního hospodářství Jaroslava Ivanoviče Kuzminova, pozdějšího rektora Národní výzkumné univerzity (Vyšší ekonomické školy). Do manželství se roku 1988 narodil syn Vasilij Kuzmin.

## Vzdělání a kariéra
V roce 1986 ukončila Fakultu ekonomie moskevské Lomonosovovy univerzity. Roku 1990 pak završila vědeckou aspiranturu na katedře historie národního hospodářství a ekonomických studií téže univerzity. Kandidátskou disertační práci ovšem neobhájila.
V letech 2007–2008 zastávala úřad ministryně hospodářského rozvoje a obchodu. Po restrukturalizaci rezortu pokračovala v nově jmenované Putinově vládě do roku 2012 ve funkci ministryně hospodářského rozvoje. Následně se mezi květnem 2012 až červnem 2013 stala poradkyní staronového prezidenta Vladimira Putina.
Po vtržení ruských vojsk na Ukrajinu v únoru 2022 poslala Vladimiru Putinovi rezignační dopis. Prezident ovšem její demisi nepřijal a v únoru 2022 zahájila další pětileté funkční období v úřadu guvernérky centrální banky. Její razantní kroky po vypuknutí války a uvalení sankcí na Rusko byly vesměs hodnoceny[kým?] jako pozitivně ovlivňující ruskou ekonomiku.